# Mirsa-Aliakbar-Modschtahed-Moschee

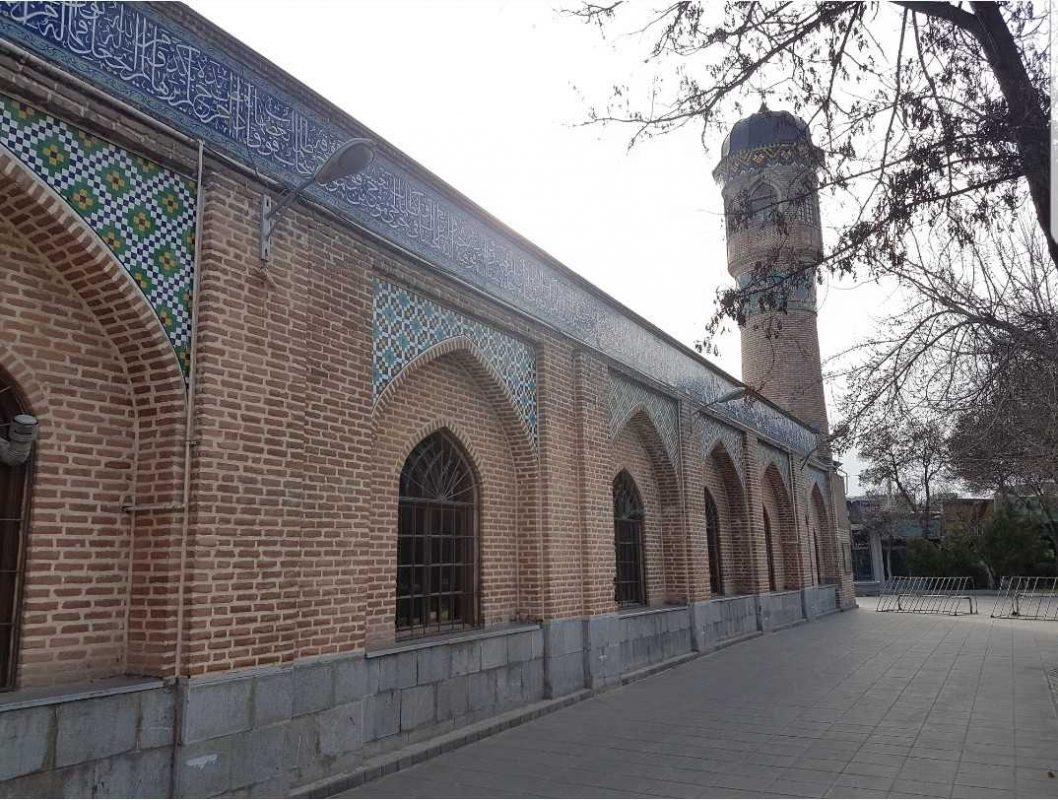

Die Mirsa-Aliakbar-Modschtahed-Moschee ist eine Moschee in Ardabil im Iran. 
Sie befindet sich in der Nähe des Basars in der Stadtmitte und hat zwei Tore. Sie hat eine Grundfläche von 24 × 30 Metern. Die Decke ruht auf 30 Säulen mit einem Durchmesser von 88 cm in 6 Reihen mit je 5 Stück. Darüber befinden sich mehrere Kuppeln. Die Moschee hat auch einen 12 m langen und 5,7 m breiten Hinterhof. Ihr großer Hof hat eine Länge von 36 m und eine Breite von 32,9 m. An dessen östlicher Seite befindet sich ein zweistöckiges Gebäude mit Kammern für Theologiestudenten, persisch Sangab (Wasserstein) mit einem Durchmesser von 1,16 m und einer Höhe von 0,76 m.
Die Moschee weist zwei weitere Sehenswürdigkeiten auf: eine Kanzel aus netzartig geflochtenem Holz aus dem Jahr 1833 (oder 1834) (1249 hidschri qamari) und einen Sessel mit Armlehnen und Rädern aus dem Jahr 1876 (oder 1877) (1293 h.q.).